# رایسا ندشکاوسکا
رایسا ندشکاوسکا (انگلیسی: Rayisa Nedashkivska؛ زادهٔ ۱۷ فوریه ۱۹۴۳) بازیگر اهل اتحاد جماهیر شوروی سوسیالیستی است.
از فیلم‌هایی که وی در آن‌ها نقش داشته‌است، می‌توان به کمیسر اشاره نمود.
وی همچنین برندهٔ جوایزی همچون جایزه نیکا شده‌است.